# Rumore del mare

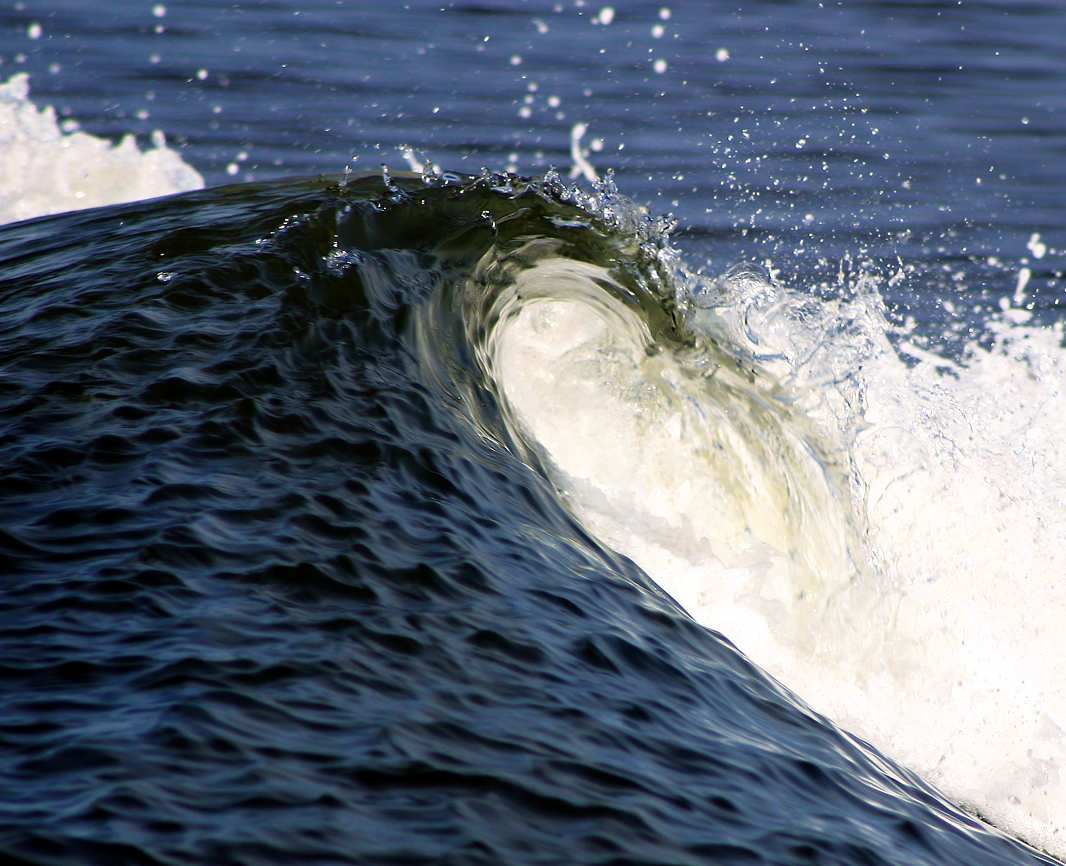
Onda nel mare

Il rumore del mare è un suono caratterizzato da un insieme di vibrazioni acustiche nell'acqua distribuite in un'ampia gamma di frequenze con ampiezze non uniformi, similmente al rumore rosa, dipendenti da alcune variabili fisiche.
Il fenomeno è stato studiato da Vern Oliver Knudsen, nel contesto di una campagna sperimentale molto lunga, allo scopo di valutare l'entità delle perturbazioni acustiche in mare  che ostacolano la scoperta dei bersagli con il sonar; gli studi sono stati pubblicati nel 1944.

## Lo stato del mare
Per valutare il livello di rumore del mare è necessario stabilirne lo stato: variabile che si definisce secondo una specifica scala di sei valori relativi all'ampiezza delle onde in dipendenza della forza del vento.
Allo stato del mare, indicato in inglese con la sigla SS (Sea State) per sei valori crescenti, corrisponde, con notevoli tolleranze, l'ampiezza delle onde del mare espresse in metri: H(m). 
| SS   | 0       | 1/2 | 1         | 2         | 4         | 6      |
| H(m) | 0 - 0,3 | -   | 0,3 - 0,6 | 0,6 - 0,9 | 1,5 - 2,4 | 6 - 12 |

## Unità di misura
Il rumore del mare è valutabile con l'assunzione di due unità di misura: ampiezza e frequenza.

### Ampiezza
L'ampiezza del rumore del mare, indicata in inglese con la sigla NL (Noise Level), si riferisce alla pressione acustica generata dalla forza del mare espressa in {\displaystyle dB/\mu pascal/{\sqrt {H}}z}. (dB = decibel).

### Frequenza
Il rumore del mare si presenta con un numero elevato di vibrazioni acustiche ciascuna individuata da un valore di frequenza f.
Lo spettro in frequenza del rumore del mare non è uniforme ma varia con essa in modo simile al rumore rosa.

## Misura del livello

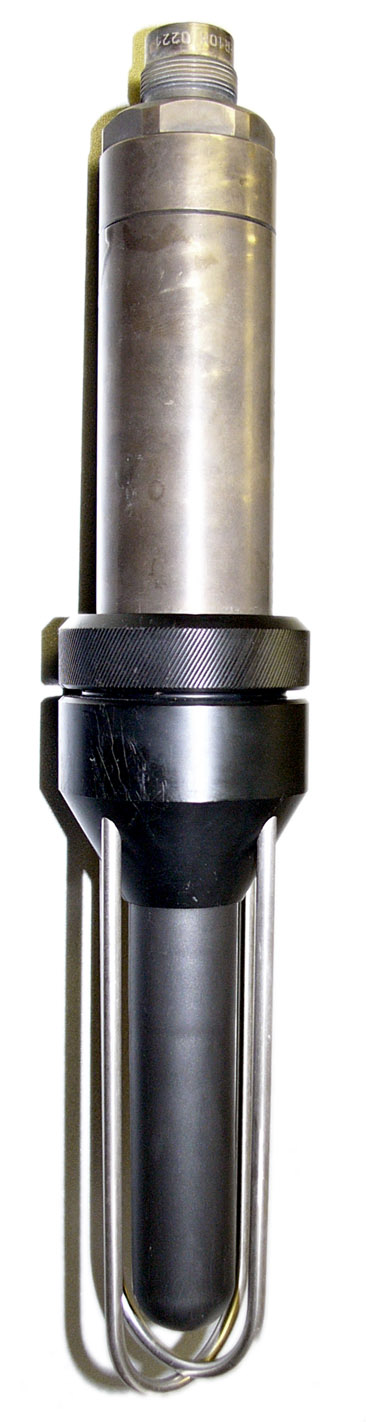
Sensore idrofonico calibrato

La misura del livello del rumore del mare si esegue con adatti sensori idrofonici calibrati filati in mare da un natante opportunamente attrezzato.
Le tensioni {\displaystyle Vn=f(NL)} fornite dal sensore idrofonico colpito dal rumore del mare sono misurate da idonea attrezzatura di laboratorio.
Dal valore misurato di {\displaystyle Vn}, sulla base delle caratteristiche di sensibilità dell'idrofono, si risale a calcolo al valore cercato di {\displaystyle NL}.

## Legge di variazione
Il rumore del mare, NL, è variabile in ampiezza in funzione della frequenza e dello stato del mare secondo l'espressione approssimata: {\displaystyle NL=k-20\cdot \log _{10}{(f^{5/6})}}.
| SS | 0  | 1/2 | 1  | 2  | 4  | 6  |
| k  | 44 | 50  | 55 | 62 | 66 | 71 |

## Curve parametriche

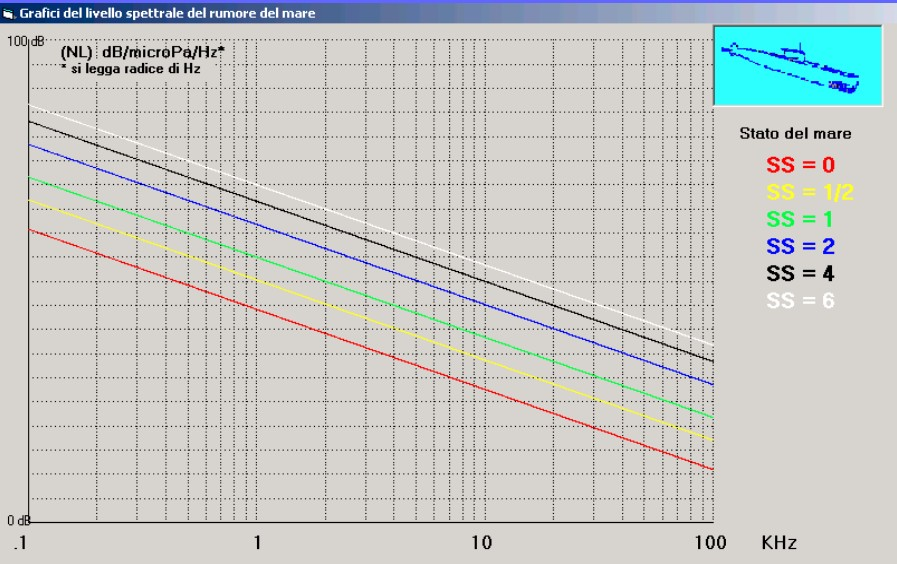
Curve parametriche dello stato del mare

Si devono a Knudsen le curve parametriche che mostrano l'andamento dell'ampiezza di NL in funzione della frequenza e dello stato del mare SS.
L'analisi del fenomeno vede un diagramma logaritmico lineare che ha in ascisse la frequenza che si estende da {\displaystyle 0,1\ kHz\ a\ 100\ kHz} e per ciascuno dei sei parametri SS il livello di NL in {\displaystyle dB/\mu pascal/{\sqrt {H}}z} da {\displaystyle 0\ a\ 100\ dB}.
La pendenza delle curve è di {\displaystyle \approx 5\ dB/ottava}.

## Condizioni limite
Se lo stato del mare è {\displaystyle SS=0}, condizione di calma piatta, il rumore del mare è dovuto prevalentemente alla temperatura dell'acqua che provoca l'agitazione delle molecole del mezzo; questo particolare rumore è definito con la dizione inglese Thermal Noise.

## Aspetto delle tensioni
Le tensioni {\displaystyle Vn=f(NL)} che si generano all'uscita del sensore idrofonico, viste su oscilloscopio, hanno un aspetto simile al rumore bianco.
Con un analizzatore di spettro le {\displaystyle Vn=f(NL)} mostrano un andamento in funzione della frequenza simile a quello del rumore rosa.

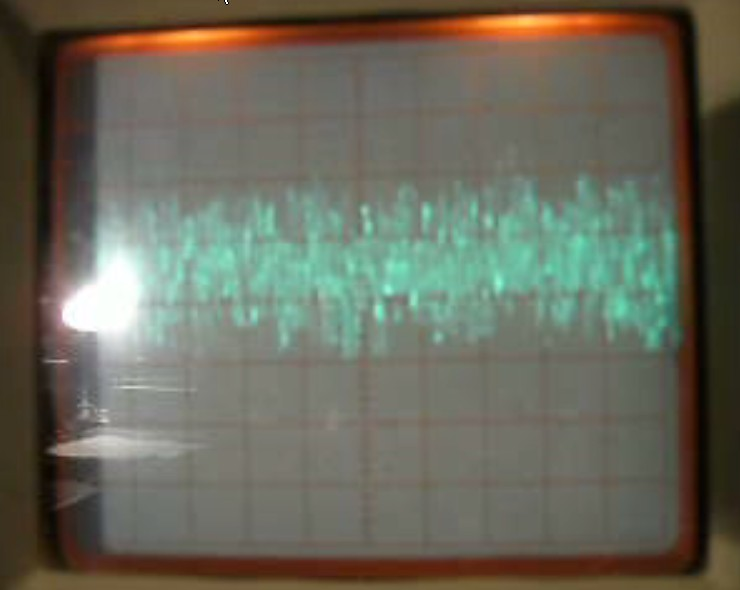
Tensione di rumore bianco vista su oscilloscopio
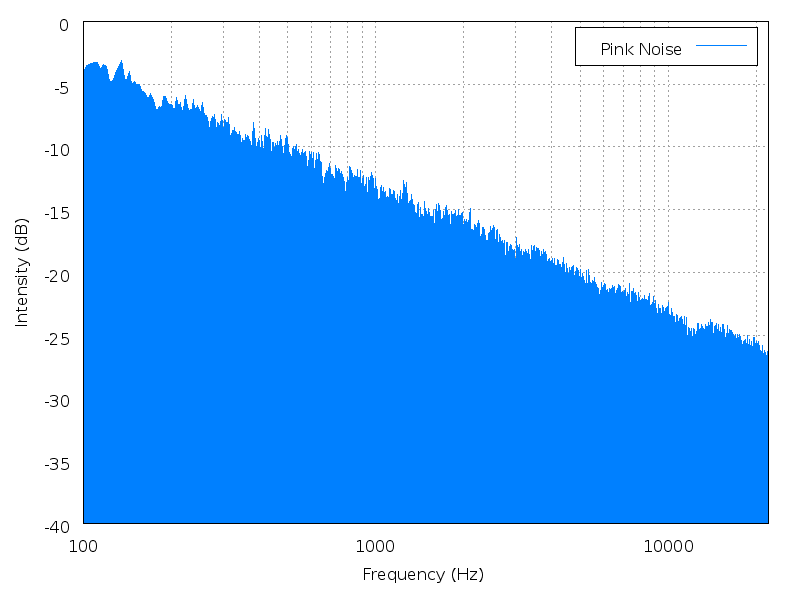
Spettro del rumore rosa rilevato con analizzatore di frequenza..

## Il rumore e i bersagli
Nelle fasi di scoperta bersagli con il sonar il rumore del mare può coprire i segnali generati da questi impedendone di fatto la localizzazione.
Un bersaglio molto lontano, in condizioni di rumore di mare calmo, ad esempio {\displaystyle SS=1} può ancora essere scoperto con il sonar.
Se il rumore del mare fosse ad esempio {\displaystyle SS=4} la traccia del bersaglio scomparirebbe in mezzo al rumore.

Scoperta e perdita del bersaglio a causa del rumore del mare
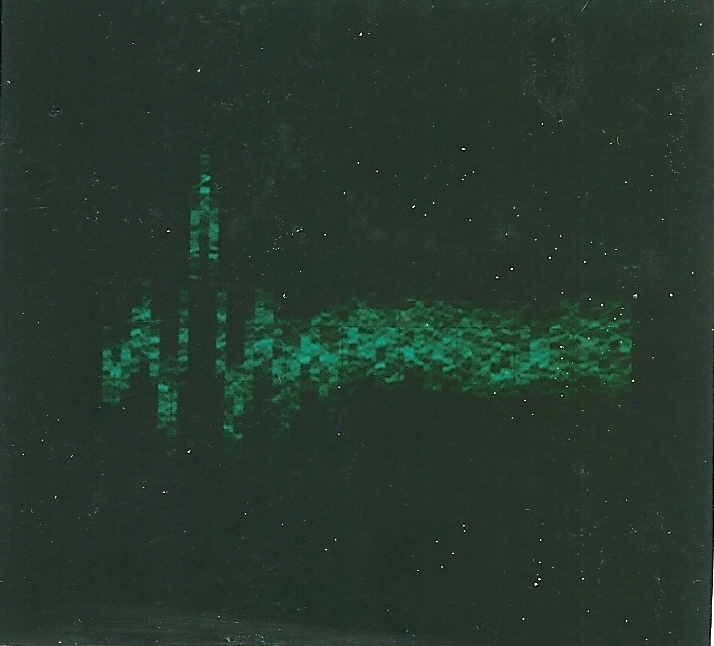
Picco di segnale da bersaglio per SS = 1 (indicativo, rilevato su apparato sonar sperimentale[10])
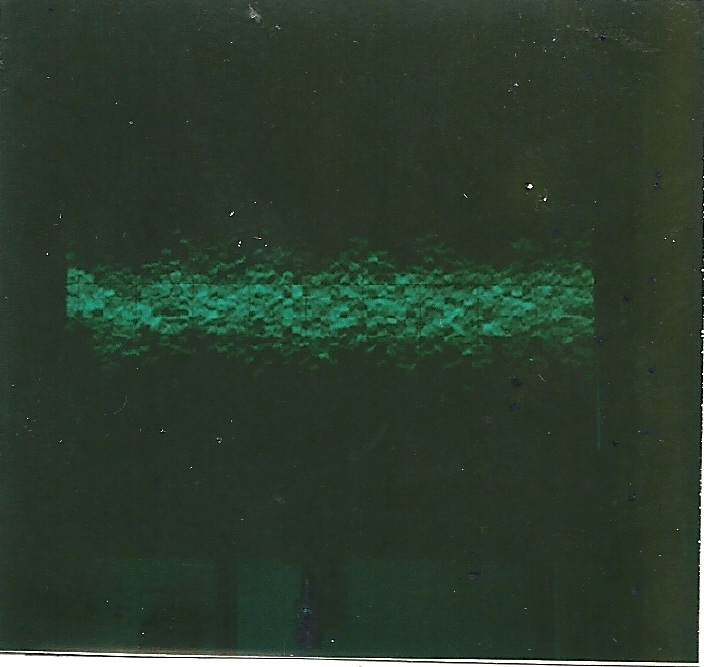
Segnale coperto dal rumore per SS = 4 (indicativo, rilevato su apparato sonar sperimentale).

## Impiego dei dati

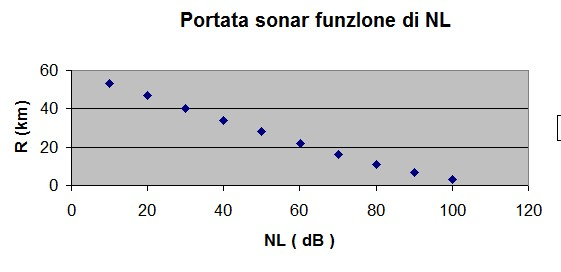
Caso d'esempio -valori veri-

Il computo di NL è di fondamentale importanza nel calcolo delle portate di scoperta del sonar, con l'inserzione di NL nelle equazioni di previsione si possono stabilire le probabili distanze di localizzazione dei bersagli.
Con l'incremento di NL si ha un corrispondente decremento della portata di scoperta R.

## note
Annotazioni
1. ↑  Ampiezza delle onde, temperatura dell'acqua.
2. ↑  Le perturbazioni nell'ambiente subacqueo non dipendono soltanto dal rumore del mare ma da altri fattori oggetto di particolari studi.
3. ↑  La calibrazione assicura la conoscenza del rapporto di diretta proporzionalità tra la pressione acustica incidente e la tensione elettrica generata dal sensore idrofonico
4. ↑  {\displaystyle f=} frequenza in kHz

{\displaystyle k=} dipendenza dallo stato del mare (SS) secondo la tabella

Fonti
1. ↑  Pazienza, pp. 361-362.
2. ↑  De Dominics, pp. 242-288.
3. ↑  Del Turco, p. 171.
4. ↑  Del Turco, pp. 48-51.
5. ↑  Horton, p. 61.
6. ↑  Horton, p. 59.
7. ↑  Del Turco, pp. 184-189.
8. ↑  Urick, pp. 328-353.
9. ↑  Del Turco, p. 175.
10. ↑  Del Turco, p. 241.